# Vogtia glabra
Vogtia glabra är en nässeldjursart som beskrevs av Bigelow 1918. Vogtia glabra ingår i släktet Vogtia och familjen Hippopodiidae. Inga underarter finns listade i Catalogue of Life.